# Savoia-Villafranca
I Savoia-Villafranca erano un ramo cadetto della Casata di Savoia-Carignano, iniziato con Eugenio Ilarione, I conte di Villafranca, figlio di Luigi Vittorio di Savoia-Carignano e terminato con la morte del principe Eugenio Emanuele avvenuta nel 1888.
Le Regie Lettere Patenti del 14 settembre 1888, concesse da Umberto I, convalidarono come morganatico il matrimonio del principe Eugenio Emanuele di Savoia-Villafranca con Felicita Crosio Canestro e riconobbero alla famiglia Villafranca-Soissons il titolo di Conti, trasmissibile per linea diretta maschile.
L'attuale Conte di Villafranca-Soissons è Edoardo Emanuele Filiberto.

## Conti di Villafranca
- 1778-1785: Eugenio Ilarione (Torino, 21 ottobre 1753 – Domart-sur-la-Luce, 30 giugno 1785)
- 1785-1825: Giuseppe Maria (Parigi, 30 ottobre 1783 – Parigi, 15 ottobre 1825)
- 1825-1888: Eugenio Emanuele (Parigi, 14 aprile 1816 – Torino, 15 dicembre 1888)

## Conti di Villafranca-Soissons
- 1888-1933: Emanuele Filiberto (Torino, 16 marzo 1873 – Merano, 28 maggio 1933)[3]
- 1933-1974: Eugenio Giuseppe (Torino, 13 ottobre 1902 – Bolzano, 5 aprile 1974)
- 1974-oggi: Edoardo Emanuele Filiberto (Collalbo, 17 aprile 1945 – presente)
  - Primo in linea di successione Leonardo Andrea Villafranca Soissons
  - Secondo in linea di successione Emanuele Filiberto Villafranca Soissons
  - Terzo in linea di successione Gabriele Emilio Filiberto Villafranca Soissons
  - Quarto in linea di successione Leopoldo Francesco Villafranca Soissons
  - Quinto in linea di successione Daniel Alexis Eugenio Maria Villafranca Soissons
  - Sesto in linea di successione Carlo Alberto Villafranca Soissons
  - Settimo in linea di successione Vittorio Orso Villafranca Soissons

## Tavole genealogiche

### Savoia-Villafranca
|                                                                                                   |  |
| · Savoia-Carignano                                                                                |  |
|                                                                                                   |  |
|                                                                                                   |  |
| Eugenio Ilarione 1753-1785 I Conte di Villafranca 1780-1785                                       |  |
|                                                                                                   |  |
|                                                                                                   |  |
| Giuseppe Maria 1783-1825 II Conte di Villafranca Cavaliere di Savoia Barone dell'Impero 1785-1825 |  |
|                                                                                                   |  |
|                                                                                                   |  |
| Eugenio Emanuele 1816-1888 III Conte di Villafranca 1825-1888 Principe di Carignano 1834-1888     |  |
|                                                                                                   |  |
|                                                                                                   |  |
| · Villafranca-Soissons · (morganatico)                                                            |  |

### Villafranca-Soissons
|                                                                                 |                                                                                 |                                                                                        |                                                                                        |                                        |                                                                        |                                                                        |                                      |                                    |                                                                                               |                     |                                       |                                       |                      |                                      |                                      |
|                                                                                 |                                                                                 |                                                                                        |                                                                                        |                                        |                                                                        |                                                                        |                                      |                                    | · Savoia-Villafranca                                                                          |                     |                                       |                                       |                      |                                      |                                      |
|                                                                                 |                                                                                 |                                                                                        |                                                                                        |                                        |                                                                        |                                                                        |                                      |                                    |                                                                                               |                     |                                       |                                       |                      |                                      |                                      |
|                                                                                 |                                                                                 |                                                                                        |                                                                                        |                                        |                                                                        |                                                                        |                                      |                                    |                                                                                               |                     |                                       |                                       |                      |                                      |                                      |
|                                                                                 |                                                                                 |                                                                                        |                                                                                        |                                        |                                                                        |                                                                        |                                      |                                    | Eugenio Emanuele 1816-1888 Principe di Carignano 1834-1888 III Conte di Villafranca 1825-1888 |                     |                                       |                                       |                      |                                      |                                      |
|                                                                                 |                                                                                 |                                                                                        |                                                                                        |                                        |                                                                        |                                                                        |                                      |                                    |                                                                                               |                     |                                       |                                       |                      |                                      |                                      |
|                                                                                 |                                                                                 |                                                                                        |                                                                                        |                                        |                                                                        |                                                                        |                                      |                                    |                                                                                               |                     |                                       |                                       |                      |                                      |                                      |
|                                                                                 |                                                                                 |                                                                                        |                                                                                        |                                        | Emanuele Filiberto 1873-1933 I Conte di Villafranca-Soissons 1888-1933 | Emanuele Filiberto 1873-1933 I Conte di Villafranca-Soissons 1888-1933 |                                      |                                    |                                                                                               |                     |                                       |                                       |                      | Eugenio di Savoia 1885-1948          | Eugenio di Savoia 1885-1948          |
|                                                                                 |                                                                                 |                                                                                        |                                                                                        |                                        |                                                                        |                                                                        |                                      |                                    |                                                                                               |                     |                                       |                                       |                      |                                      |                                      |
|                                                                                 |                                                                                 |                                                                                        |                                                                                        |                                        |                                                                        |                                                                        |                                      |                                    |                                                                                               |                     |                                       |                                       |                      |                                      |                                      |
| Eugenio Giuseppe di Savoia 1902-1974 II Conte di Villafranca-Soissons 1933-1974 | Eugenio Giuseppe di Savoia 1902-1974 II Conte di Villafranca-Soissons 1933-1974 | Giuseppe Carlo di Savoia 1908-1971                                                     | Giuseppe Carlo di Savoia 1908-1971                                                     | Emanuele Filiberto di Savoia 1909-2000 | Emanuele Filiberto di Savoia 1909-2000                                 | Umberto Leopoldo di Savoia 1912-1982                                   | Umberto Leopoldo di Savoia 1912-1982 |                                    |                                                                                               |                     | Vittorio Emanuele di Savoia 1913-1972 | Vittorio Emanuele di Savoia 1913-1972 |                      | Eugenio Maurizio di Savoia 1929-2004 | Eugenio Maurizio di Savoia 1929-2004 |
|                                                                                 |                                                                                 |                                                                                        |                                                                                        |                                        |                                                                        |                                                                        |                                      |                                    |                                                                                               |                     |                                       |                                       |                      |                                      |                                      |
|                                                                                 |                                                                                 |                                                                                        |                                                                                        |                                        |                                                                        |                                                                        |                                      |                                    |                                                                                               |                     |                                       |                                       |                      |                                      |                                      |
|                                                                                 |                                                                                 | Edoardo Emanuele Filiberto di Savoia * 1955 III Conte di Villafranca-Soissons dal 1974 | Edoardo Emanuele Filiberto di Savoia * 1955 III Conte di Villafranca-Soissons dal 1974 | Emanuele Filiberto * 1942              | Emanuele Filiberto * 1942                                              | Gabriele Emilio * 1947                                                 | Gabriele Emilio * 1947               | Leopoldo Francesco * 1955          | Leopoldo Francesco * 1955                                                                     | Adalberto 1942-2016 | Adalberto 1942-2016                   | Rolando 1947-2021                     | Rolando 1947-2021    | Emanuele 1964-2014                   | Emanuele 1964-2014                   |
|                                                                                 |                                                                                 |                                                                                        |                                                                                        |                                        |                                                                        |                                                                        |                                      |                                    |                                                                                               |                     |                                       |                                       |                      |                                      |                                      |
|                                                                                 |                                                                                 |                                                                                        |                                                                                        |                                        |                                                                        |                                                                        |                                      |                                    |                                                                                               |                     |                                       |                                       |                      |                                      |                                      |
|                                                                                 |                                                                                 | Francesca Sarah Maria di Savoia *1981                                                  | Francesca Sarah Maria di Savoia *1981                                                  |                                        |                                                                        |                                                                        |                                      | Daniel Alexis Eugenio Maria * 1994 | Daniel Alexis Eugenio Maria * 1994                                                            | Maurizio 1976-1990  | Maurizio 1976-1990                    | Carlo Alberto * 1982                  | Carlo Alberto * 1982 | Vittorio Orso                        | Vittorio Orso                        |